# Консервативная система
Консервативная система (от лат. conservo — сохраняю) — физическая система, для которой все действующие на неё внешние и внутренние непотенциальные силы не совершают работы, а все потенциальные силы стационарны, все связи стационарны, силы не зависят от времени. 
Для такой системы верен закон сохранения энергии.
Примером консервативной системы служит солнечная система. В земных условиях, где неизбежно наличие сил сопротивления среды таких как, например, трение, вызывающих убывание механической энергии и переход её в другие формы энергии, например, в тепло, консервативные системы осуществляются лишь грубо приближённо. Например, приближённо можно считать консервативной системой колеблющийся маятник, если пренебречь трением в оси подвеса и сопротивлением воздуха.
Консервативные системы встречаются не только в механике. Ещё один пример консервативной системы - распространение света в вакууме, описываемое уравнениями Максвелла.